# L'amore non ha età
L'amore non ha età è un  Album musicale di Carla Boni, pubblicato nel 1982.

## Tracce
1. Lasciarsi andare 3.23
2. Repubblica 3.12
3. Ricchi d'amore 2.16
4. Sospetto 3.16
5. L'amore non ha età 3.45
6. Dove vuoi tu 2.48
7. Il più caro sei tu 2.49
8. Nebbia 3.18
9. Castelli di sabbia 3.06
10. Till 2.45
11. Duello criollo 2.38
12. Cobra 2.26